# Extraversion och introversion
Extraversion och introversion är grundläggande egenskaper för personligheten inom psykologi. Begreppen lanserades av Carl Gustav Jung i boken Psykologiska typer (1921). Enligt Jung är alla psykologiska sidor – tänkandet, kännandet, förnimmelsen och intuitionen – indragna i den psykiska energins flöde som antingen rör sig inåt mot det inre tanke-, känslo- och fantasilivet (introversion) eller utåt mot omvärlden med dess ting, situationer och människor (extraversion).

## Extraversion
Extraverta, utåtvända, personer blir mer realistiska, men också ytligare och mer praktiska än de introverta. De tänker hellre konkret och generaliserade än abstrakt och individuellt. Benämningen kommer från de latinska orden extra ("utåt") och vertere ("vända", "rikta"). Stavningen extrovert som ofta används har uppkommit genom påverkan från uttrycket introvert och är språkligt sett felaktig.

## Introversion
Introverta, inåtvända, personer styrs i sitt tänkande mer av sina egna uppfattningar än av yttre händelser, argument och situationer. I sina känsloreaktioner kan de utåt visa likgiltighet och kyla, men bakom fasaden finns ofta ett rikt och nyanserat känsloliv. Introverta upplever ofta sociala sammanhang som utmattande och får istället energi av ensamma, ofta kreativa sysselsättningar.

## Ambiversion
Personer med ungefär lika mycket drag av båda personlighetstyperna kallas ambiverta.